# Амілопорія звивиста
Амілопорія звивиста (Amyloporia sinuosa) — вид базидіомікотових грибів родини трутовикових (Polyporaceae). До 2011 року вживалася назва Антродія звивиста (Antrodia sinuosa). Гриб є збудником бурої гнилі хвойних дерев.

## Поширення
Вид поширений в Європі, Північній Африці, Північній Азії, Північній Америці та Новій Зеландії. В Україні трапляється в Карпатах, рідше на заході лісостепової зони.

## Опис
Плодові тіла розпростерті, діаметром до 20 см. Забарвлення грибів спершу біле, поступово вони жовтіють до рудого кольору, при висиханні стають світло-коричневими. Гіменофор трубчастий. Трубочки завдовжки 0,5 — 2,5 мм. Споровий порошок білуватий. Спори циліндричні, безбарвні, розміром 4-5,5 х 0,75-1,5 мкм. Міцелій білий, глибоко проникає в деревину по тріщинах, має вигляд тонких плівок.